# گره‌های لنفای زیربغلی
گره‌های لَنفای زیربغلی یا عُقده‌های لنفاوی آگزیلاری (انگلیسی: Axillary lymph nodes) دسته‌ای از گره‌های لنفاوی در زیربغل بدن انسان است.
شمار این گره‌ها ۲۰ تا ۴۹ عدد است که لنف اندام فوقانی دیواره سینه‌ای‌شکمی (توراکوآبدومینال) و ناحیه ناف را دریافت می‌کنند.
این گره‌ها لنف ربع خارجی غده پستان را نیز دریافت نموده و در بیماری‌های بدخیم دردناک و قابل لمس می‌شوند. ممکن است برخی از عفونت‌های اندام فوقانی نیز منجر به بزرگ شدن این عقده‌ها شوند.
گره‌های لنفاوی زیربغلی به ۵ گروه زیر تقسیم می‌شوند:
1. گروه قدامی
2. گروه خلفی یا زیرکتفی
3. گروه خارجی
4. گروه مرکزی
5. گروه زیرترقوه‌ای
6. گروه رأسی

لنف گره‌های لنفاوی از ۴ گروه اول نهایتاً به عقده‌های لنفاوی رأسی می‌ریزند. لنف گره‌های لنفاوی رأسی نیز به تنه لنفاوی
زیرترقوه‌ای (سابکلاوین) می‌ریزد، تنه لنفاوی زیر ترقوه‌ای در طرف چپ به مجرای سینه‌ای و در طرف راست به مجرای لنفاوی راست تخلیه می‌شود.